# Thilo Sarrazin

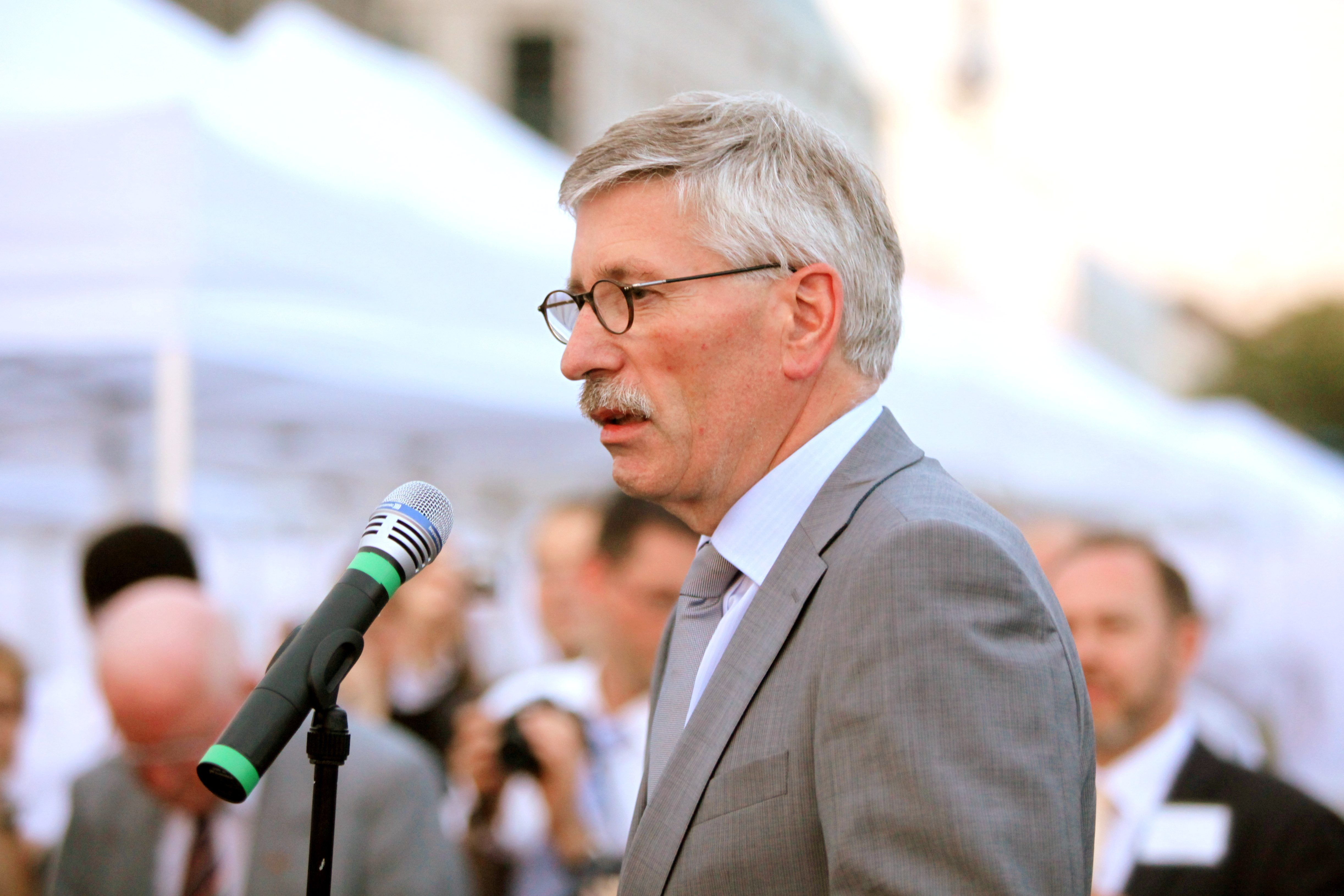
Thilo Sarrazin

Thilo Sarrazin (n. 12 februarie 1945 în Gera) este un politician și autor german. El a fost între 2002 - aprilie 2009, membru al partidului SPD, ministru de finanțe și senator al orașului Berlin. Între anii 2000 - 2001 a ocupat o poziție de conducere la Deutsche Bahn (căile ferate germane), iar până în 2010 membru în conducerea băncii Deutsche Bundesbank. Sarrazin a publicat o carte care conține câteva teorii provocatoare referitor la discriminarea socială, națională și imigrație, ceea ce a generat un scandal politic. La postul ARD, emisiunea hart aber fair a fost dezbătută tema "Sarrazin". Thilo Sarrazin a fost nevoit să renunțe la toate funcțiile sale. Cartea amintită mai sus, "Deutschland schafft sich ab", a fost una dintre cărțile cele mai căutate, fiind vândut până în 2012 în Germania, în peste 1,2 milioane de exemplare.